# Pälsen (2008)
Pälsen är en svensk kortfilm från 2008 i regi av Björne Larson. Filmen bygger på Hjalmar Söderbergs novell med samma namn och i rollerna ses Björn Kjellman, Fares Fares och Moa Gammel.

## Handling
Doktor Gustav Henck är fattig och vid dålig hälsa. På julafton får han låna 100 kronor och en päls av vännen John Richardt. Pälsen ger honom den självaktning han länge saknat.

## Rollista
- Björn Kjellman – Doktor Gustav Henck
- Fares Fares – John Richardt
- Moa Gammel – Ellen Henck

## Om filmen
Pälsen producerades av Björne Larson och fotades av Aril Wretblad. Musiken komponerades av Jon Rekdahl. Filmen premiärvisades på Stockholms filmfestival den 26 november 2008 och visades 2011 på Sveriges Television.